# Rybáře (Hodonín)
Rybáře jsou část města Hodonína. Nacházejí se v jihovýchodní části města nedaleko slovenské hranice, od centra je odděluje slepé rameno Moravy.
Rybáře vznikly jako samostatná ves na moravním ostrově, název dostaly podle toho, že se obyvatelé živili převážně rybolovem. Provozovali také přívoz přes Moravu až do roku 1751, kdy byl postaven most. K Hodonínu byly připojeny v 16. století, v roce 1690 bylo předměstí vážně poškozeno povodní. Na sousedním ostrově stál hodonínský hrad. Ve dvacátých letech 20. století proběhla regulace, která oba ostrovy propojila s pevninou.
Rybáře jsou obytnou čtvrtí, tvořenou ulicemi Rybářská, Zelničky, Nábřeží, Štěpnice, U Lavoru, Moravní, K Lávce a Koupelní. Nachází se zde rybník Lavor, sokolský stadion, městské koupaliště a přístaviště U Jezu. Místní zajímavostí je rodinný dům podle projektu postmoderního architekta Zdeňka Fránka.

## Významní rodáci
- Ludvík Ehrenhaft (1872-1955), český malíř židovského původu.